# ديفيد هيو ميلور
ديفيد هيو ميلور (بالإنجليزية: D.H. Mellor)‏ هو فيلسوف بريطاني، ولد في 10 يوليو 1938 في لندن في المملكة المتحدة.